# Puchar Ligi Greckiej w piłce siatkowej mężczyzn (2023/2024)
Puchar Ligi Greckiej w piłce siatkowej mężczyzn 2023/2024 – 13. edycja rozgrywek o siatkarski puchar ligi greckiej zorganizowana przez Enosi Somation Amiwomenon Petosferiston (ESAP). Zainaugurowana została 20 października 2023 roku.
W ligowym pucharze uczestniczyło 9 drużyn grających w Volley League. Rozgrywki składały się z rundy kwalifikacyjnej, ćwierćfinałów, półfinałów oraz finałów. Finały odbyły się w dniach 4 i 7 kwietnia 2024 roku. Po raz czwarty, jednocześnie trzeci raz z rzędu, ligowy puchar zdobył Panathinaikos, który w finałowym dwumeczu pokonał PAOK. Najlepszym zawodnikiem turnieju wybrany został Kubańczyk Fernando Hernández.
Turniej poświęcony był pamięci greckiego siatkarza Nikosa Samarasa.

## System rozgrywek
Puchar Ligi Greckiej w sezonie 2023/2024 składał się z rundy kwalifikacyjnej, ćwierćfinałów, półfinałów oraz finałów. W rundzie kwalifikacyjnej uczestniczyły zespoły, które w Volley League w sezonie 2022/2023 zajęły miejsca 7-8 oraz beniaminek w najwyższej klasie rozgrywkowej. Rozegrały one między sobą po jednym meczu. Dwie najlepsze drużyny awansowały do ćwierćfinałów.
Ćwierćfinałowe i półfinałowe pary wyłonione zostały w drodze losowania. Losowanie ćwierćfinałów odbyło się 25 września 2023 roku, natomiast półfinałów – 23 stycznia 2024 roku. O awansie w parze decydował jeden mecz. Gospodarzem spotkania był zespół wylosowany jako pierwszy.
Zwycięzcy półfinałów rozegrali dwa mecze finałowe. Gospodarz pierwszego spotkania ustalony został w drodze losowania, które odbyło się 4 marca 2024 roku. O tym, który zespół zdobył puchar ligi, decydowała liczba zdobytych punktów meczowych. Za zwycięstwo 3:0 lub 3:1 drużyna otrzymywała 3 punkty, za zwycięstwo 3:2 – 2 punkty, za porażkę 2:3 – 1 punkt, natomiast za porażkę 1:3 lub 0:3 – 0 punktów. Jeżeli po rozegraniu dwumeczu obie drużyny miały taką samą liczbę punktów, rozgrywany był tzw. złoty set grany do 15 punktów z dwoma punktami przewagi jednej z drużyn.

## Drużyny uczestniczące
W Pucharze Ligi Greckiej w sezonie 2023/2024 brały udział wszystkie drużyny grające w Volley League.
| Volley League (9 drużyn) | Volley League (9 drużyn) |
| ------------------------ | ------------------------ |
| AO Foinikas Syros        | ćwierćfinał              |
| AO Kalamata 80           | runda kwalifikacyjna     |
| Atlos Orestiada          | ćwierćfinał              |
| AOP Kifisias             | półfinał                 |
| AONS Milon               | ćwierćfinał              |
| Olympiakos SFP           | ćwierćfinał              |
| Panathinaikos AO         | zwycięstwo               |
| PAOK                     | finał                    |
| Pigasos Polichnis        | półfinał                 |

## Rozgrywki

### Runda kwalifikacyjna
Tabela
| Lp.                            | Drużyna           | Pkt | Mecze | Mecze   | Mecze   | Sety | Sety | Sety  | Małe punkty | Małe punkty | Małe punkty |
| Lp.                            | Drużyna           | Pkt | M     | W (3:2) | P (2:3) | wyg. | prz. | ratio | zdob.       | str.        | ratio       |
| ------------------------------ | ----------------- | --- | ----- | ------- | ------- | ---- | ---- | ----- | ----------- | ----------- | ----------- |
| 1                              | Pigasos Polichnis | 4   | 2     | 2 (2)   | 0 (0)   | 6    | 4    | 1.500 | 212         | 202         | 1.050       |
| 2                              | Atlos Orestiada   | 3   | 2     | 1 (1)   | 1 (1)   | 5    | 5    | 1.000 | 215         | 204         | 1.054       |
| 3                              | AO Kalamata 80    | 2   | 2     | 0 (0)   | 2 (2)   | 4    | 6    | 0.667 | 201         | 222         | 0.905       |
| Legenda: awans do ćwierćfinału |                   |     |       |         |         |      |      |       |             |             |             |

Źródło: 
Punktacja: 3:0 i 3:1 – 3 pkt; 3:2 – 2 pkt; 2:3 – 1 pkt; 1:3 i 0:3 – 0 pkt
Zasady ustalania kolejności: 1. liczba zdobytych punktów; 2. bilans w meczach bezpośrednich, w kolejności: a) liczba zwycięstw, b) liczba zdobytych punktów, c) stosunek setów wygranych do przegranych; d) stosunek małych punktów zdobytych do straconych; 3. liczba zwycięstw; 4. stosunek setów wygranych do przegranych; 5. stosunek małych punktów zdobytych do straconych
Wyniki spotkań
| 20.10.2023 20:00 (UTC+3) | Atlos Orestiada | 3:2 (25:21, 25:19, 23:25, 25:27, 15:9) raport relacja | AO Kalamata 80 | Hala sportowa «Nikos Samaras», Orestiada Widzów: 300 Sędziowie: Michail Kutsulas i Eleni Daniilidu |

| 21.10.2023 17:00 (UTC+3) | AO Kalamata 80 | 2:3 (20:25, 25:21, 22:25, 25:23, 8:15) raport relacja | Pigasos Polichnis | Hala sportowa «Nikos Samaras», Orestiada Widzów: 100 Sędziowie: Eleni Daniilidu i Michail Kutsulas |

| 22.10.2023 18:00 (UTC+3) | Atlos Orestiada | 2:3 (25:19, 25:17, 18:25, 25:27, 9:15) raport relacja | Pigasos Polichnis | Hala sportowa «Nikos Samaras», Orestiada Widzów: 300 Sędziowie: Michail Kutsulas i Janis Joanidis |

### Ćwierćfinały
| 15.11.2023 19:00 (UTC+2) | AO Foinikas Syros | 1:3 (25:22, 19:25, 25:27, 18:25) raport relacja | AOP Kifisias | Centrum Sportowe «Dimitrios Wikielas», Ermupoli Widzów: 250 Sędziowie: Spiros Prenddzas i Wasilios Nikakis |

| 7.12.2023 17:00 (UTC+2) | PAOK | 3:1 (25:17, 29:27, 26:28, 25:18) raport relacja | Atlos Orestiada | Hala sportowa «Mikras», Mikra Widzów: 70 Sędziowie: Stelios Papakosmas i Maria Tsiula |

| 7.12.2023 17:30 (UTC+2) | Pigasos Polichnis | 3:1 (20:25, 31:29, 25:22, 25:23) raport | AONS Milon | Hala sportowa «Aleksandros Nikolaidis», Polichni Widzów: 90 Sędziowie: Emanuil Jeorjadis i Christos Tosunidis |

| 7.12.2023 21:00 (UTC+2) | Olympiakos SFP | 0:3 (0:25, 0:25, 0:25) raport | Panathinaikos AO | Hala sportowa «Melina Merkuri», Ajos Joanis Rendis Widzów: brak danych Sędziowie: Epaminondas Jerotodoros i Michail Kutsulas |

### Półfinały
| 28.02.2024 17:30 (UTC+2) | Panathinaikos AO | 3:1 (25:22, 25:20, 17:25, 25:14) raport relacja | Pigasos Polichnis | Hala sportowa Mets «Panajotis Gazngas», Ateny Widzów: 70 Sędziowie: Spiros Prenddzas i Konstandinos Wuduris |

| 28.02.2024 19:00 (UTC+2) | AOP Kifisias | 0:3 (15:25, 18:25, 22:25) raport relacja | PAOK | Hala przy Stadionie Miejskim «Zirinio», Kifisia Widzów: 150 Sędziowie: Aleksandros Milonakis i Jeorjos Welonis |

### Finały
|  | PAOK | 2 – 4 | Panathinaikos AO |  |

| 4.04.2024 20:15 (UTC+2) | PAOK | 0:3 (23:25, 21:25, 21:25) raport relacja | Panathinaikos AO | Hala sportowa PAOK, Pilea Widzów: 600 Sędziowie: Aleksandros Awramidis i Eleni Daniilidu |

| 7.04.2024 17:00 (UTC+2) | Panathinaikos AO | 2:3 (29:27, 25:23, 24:26, 19:25, 11:15) raport relacja | PAOK | Hala sportowa Mets «Panajotis Gazngas», Ateny Widzów: 900 Sędziowie: Konstandinos Wuduris i Jeorjos Welonis |